# Deankovo, Razgrad
Deankovo (în bulgară Дянково) este un sat în comuna Razgrad, regiunea Razgrad,  Bulgaria. 

## Demografie
Componența etnică a satului Deankovo
     Turci (88,59%)
     Nicio identificare (5,41%)
     Bulgari (5,99%)
     Romi (0%)
La recensământul din 2011, populația satului Deankovo era de 2.735 locuitori. Din punct de vedere etnic, majoritatea locuitorilor (88,59%) erau turci, cu o minoritate de bulgari (5,99%). Pentru 5,41% din locuitori nu este cunoscută apartenența etnică.